# Merì
Merì là một đô thị ở tỉnh Messina trong vùng Sicilia của Italia, có vị trí cách khoảng 170 km về phía đông của Palermo và vào khoảng 25 km về phía tây của Messina. Tại thời điểm ngày 31 tháng 12 năm 2004, đô thị này có dân số 2.209 người và diện tích là 1,9 km².
Merì giáp các đô thị: Barcellona Pozzo di Gotto, Milazzo, San Filippo del Mela, Santa Lucia del Mela.